# Marino Sato
Marino Sato (佐藤 万璃音, Satō Marino, Yokohama, 12 de maio de 1999) é um automobilista japonês. Apesar do nome, ele não tem nenhum parentesco com o também piloto Takuma Sato.

## Carreira

### Cartismo
Sato iniciou sua carreira no automobilismo no cartismo em 2011, onde permaneceu ativo até 2014.

### Campeonato Italiano de Fórmula 4
Em 2015, ele se mudou para corridas de monopostos e competiu pela equipe Vincenzo Sospiri Racing no Campeonato Italiano de Fórmula 4. Com um segundo lugar como o seu melhor resultado, ele ficou no décimo lugar na classificação geral. Em 2016, Sato ficou com a Vincenzo Sospiri Racing no Campeonato Italiano de Fórmula 4. Ele venceu uma corrida e alcançou o 18º lugar na classificação dos pilotos.

### Campeonato Europeu de Fórmula 3
Em 2017, Sato se juntou a Motopark para a disputa do Campeonato Europeu de Fórmula 3, ele permaneceu com a equipe para a temporada seguinte da competição.

### Fórmula 2
Para 2019, Sato se juntou a equipe Campos Racing para disputar o Campeonato de Fórmula 2 da FIA a partir da corrida de Spa-Francorchamps.
Em 25 de fevereiro de 2020, foi anunciado que Sato havia sido contratado pela equipe Trident para a disputar da temporada de 2020. Ele permaneceu com a Trident para a disputa da temporada de 2021.
Para a disputa da temporada de 2022, ele se transferiu para a Virtuosi Racing.